# Tássio
Tássio Maia dos Santos (Río de Janeiro, Brasil, 8 de octubre de 1984), conocido deportivamente como Tássio, es un futbolista brasileño que juega de delantero.
Es un futbolista versátil que combina la potencia física con sus habilidades técnicas. Tiene la capacidad y visión del marco para llevar el balón con su pierna derecha y su precisión al momento de definir aún en ángulos complicados.

## Trayectoria

### Primeros años
Tássio empezó su carrera en varios clubes brasileños desde el año 2002 cuando se unió al São Cristóvão. Posteriormente estuvo en las divisiones menores del Madureira, Flamengo hasta recalar en 2003 en el equipo de Mirassol de São Paulo. El 25 de abril de 2004, estampó la firma con el Internacional en condición de préstamo cuyo vínculo finalizaría en enero de 2005, donde fue integrado al grupo de juveniles. En 2006 se marchó al Caldense y finalmente acabó en Villa Rio al año siguiente.

### Varzim S. C.
El 29 de enero de 2008, con veintitrés años, el delantero salió de su país y se convirtió en refuerzo del Varzim de la Segunda División de Portugal, por un periodo de seis meses con opción de compra definitiva. Realizó su debut el 9 de marzo frente al Penafiel, juego en el que ingresó de cambio al minuto 83' por Ricardo Malafaia. En esta parte de la temporada, no adquirió la constancia y solamente contabilizó seis apariciones, en todas ellas siendo sustituto en los minutos finales. A su vez estuvo en el equipo de reserva y disputó la Liga Intercalar hasta ganar el título el 30 de abril ante el Braga.

### Chalkanoras Idaliou
Para la temporada 2008-09, el delantero arribó a Chipre para disputar el torneo de liga de Segunda División con el Chalkanoras Idaliou.

### Regreso a Brasil
El atacante retornó a Brasil para continuar su carrera en el Portuguesa en 2009 por un breve lapso.
A partir de 2010 integró la plantilla de Volta Redonda para afrontar el Campeonato Carioca de ese año tanto en las competiciones de la Taça Guanabara como la Taça Río. Tássio debutó el 16 de enero contra el Olaria en el Estadio Mourão Filho en la alineación estelar, partido en el cual marcó un gol al minuto 45'. Su equipo empató a dos anotaciones en esa oportunidad. Logró un total de quince apariciones y concretó siete tantos, incluyendo un triplete y un doblete.
El 1 de julio de 2010, fue presentado de manera formal en el Figueirense. Su primer compromiso en el Campeonato de Serie B se dio el 13 de julio en la victoria por 2-0 frente a Vila Nova, donde reemplazó a siete minutos del final a Willian Gomes. Tássio tuvo poco protagonismo al sumar siete presencias sin marcar goles. Su equipo quedó subcampeón de liga y fue promovido a la Serie A para la siguiente temporada.
En 2011 disputa tres juegos del Campeonato Carioca con el Volta Redonda.

### Busan IPark F. C.
El 20 de febrero de 2011, Tássio se unió al Busan IPark de Corea del Sur. Sin siquiera participar en competición oficial, el 8 de junio de ese año, el club decide rescindirle su contrato.

### Anagennisi Epanomi
Fue contratado por el Anagennisi Epanomi de la segunda categoría de Grecia en el transcurso de la temporada 2011-12. Debuta el 13 de noviembre con la dorsal «99» y alcanzó la totalidad de los minutos en el triunfo 1-0 sobre Iraklis Psachna. Una semana después marcó su primer gol en liga ante el Panserraikos. Se marchó del club con cinco apariciones y una adicional en el certamen de copa, en el cual consiguió otra anotación.

### Resende F. C.
El 2 de enero de 2012, el club Resende de Brasil confirma el fichaje de Tássio para afrontar el Campeonato Carioca, torneo donde se fue sin marcar tras diez apariciones.

### P. F. C. Lokomotiv Plovdiv
El 27 de junio de 2012, el atacante firmó para el Lokomotiv Plovdiv de Bulgaria. Debutó precisamente el 11 de julio en el duelo por la Supercopa búlgara donde enfrentó al Ludogorets Razgrad. Tássio fue titular con el número «9» en su camiseta del entrenador Emil Velev y vio a su equipo caer con marcador de 3-1 para quedarse con el segundo puesto de la competición.
Tuvo uno de sus momentos más relevantes de su carrera el 19 de julio, por la ida de la segunda ronda de clasificación a la Liga Europa de la UEFA, al anotar el gol del empate 4-4 en tiempo de reposición sobre el Vitesse Arnhem de Países Bajos. Una semana después, finiquitó su contrato en mutuo acuerdo con la directiva.

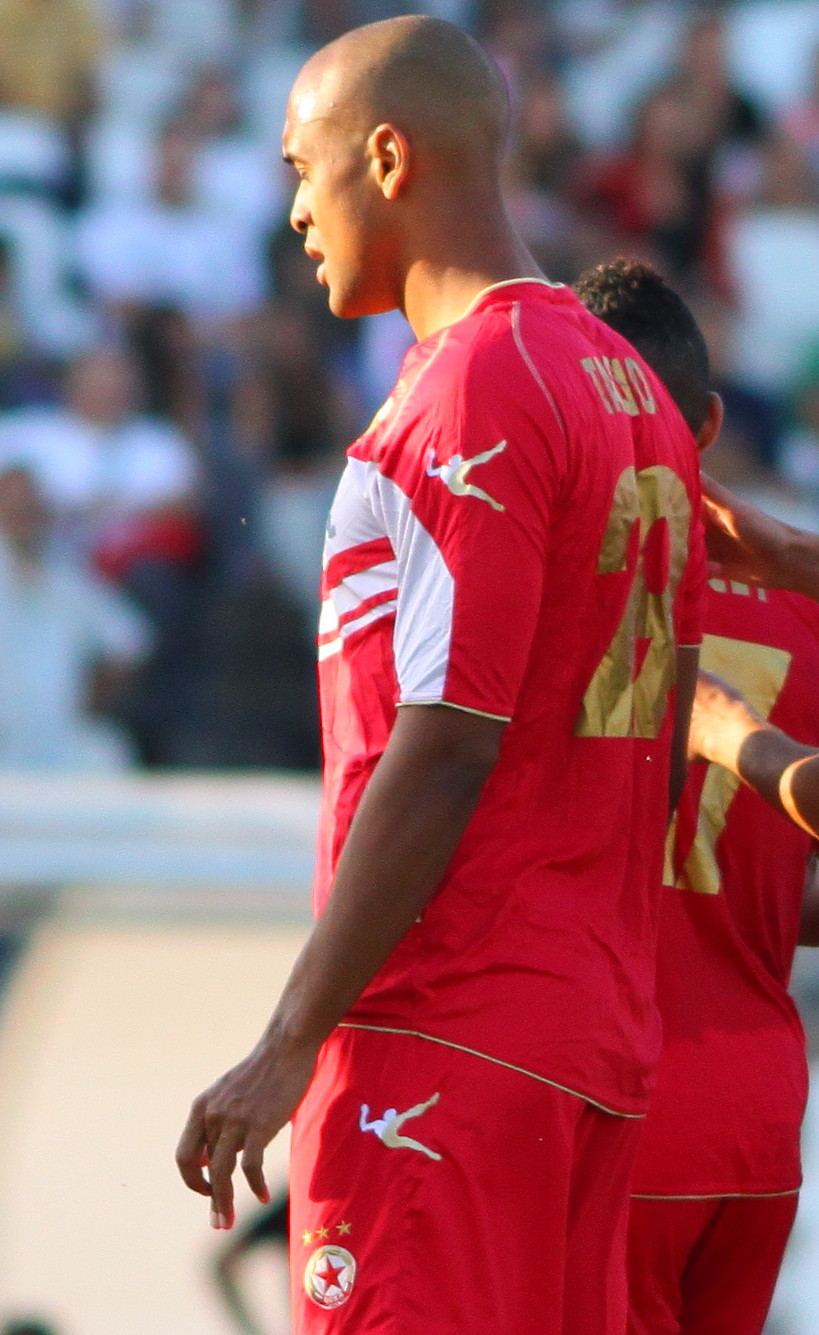
Tássio como jugador del CSKA Sofía en 2012.

### P. F. C. CSKA Sofía
El 27 de julio de 2012, ficha por el CSKA Sofía, igualmente de Bulgaria. Convirtió un total de cuatro goles en once partidos desarrollados. El 15 de diciembre, llega a un acuerdo para salir del equipo debido a situaciones personales de su padre.

### Tercera etapa en Brasil
Para el año 2013, Tássio dio varias vueltas en equipos de Brasil. En primera instancia, formó parte del club Boa y jugó solo tres partidos del Campeonato Mineiro donde firmó un gol. Luego estuvo en el Betim de la Serie C. El 3 de septiembre de 2013, es presentado como nuevo refuerzo del Nova Iguaçu para disputar la Copa Río.
Tássio a inicios de 2014 fichó por el Bragantino, participó en el Campeonato Paulista y posteriormente en la Serie B, alcanzando la cifra de cuatro goles convertidos en veinticuatro encuentros.

### Wuhan Zall F. C.
En verano de 2014, se va al Wuhan Zall de la China League One. Tras alrededor de diez compromisos disputados en los que se fue sin marcar, no logró convencer al cuerpo técnico y aficionados del equipo.

### Botafogo F. R.
El 9 de enero de 2015, los servicios del futbolista fueron adquiridos por el Botafogo. En el día de su presentación, declaró tener similitudes de juego y posicionamiento con las del uruguayo Sebastián Abreu. Su debut se llevó a cabo el 8 de marzo y entró de variante por Jóbson al minuto 77' en la derrota de 3-1 contra Fluminense, esto por la octava fecha del Campeonato Carioca. El único gol para este conjunto lo materializó el 15 de marzo sobre el Resende y en total tuvo solamente cinco presencias. El Botafogo quedó subcampeón de la competición luego de perder la final frente al Vasco da Gama.

### Éxito en Emiratos Árabes
Una vez que decidió finiquitar su contrato con Botafogo en mutuo acuerdo, el 26 de agosto de 2015 parte rumbo a Turquía para realizar la pretemporada con su nuevo equipo el Hatta Club de Emiratos Árabes Unidos. Para este año deportivo, el delantero fue el más destacado del plantel y se consolidó como goleador tras contabilizar 26 anotaciones en 22 juegos. Asimismo, se proclamó campeón de la Segunda División con su escuadra.
Cambió de equipo a partir de agosto de 2016 para ser traspasado al Ajman Club y al cierre de la temporada 2016-17 resultó nuevamente campeón de la segunda categoría. Quedó como agente libre después de su participación.

### Bangu A. C.
El 1 de marzo de 2018, regresa a Brasil para vestir la camiseta del Bangu con miras a enfrentar el Campeonato Carioca. Solamente tuvo una aparición y el 4 de abril es rescindido de su contrato junto a su compañero Luiz Henrique da Silva.

### Deportivo Saprissa
El Deportivo Saprissa de Costa Rica confió en sus habilidades y le terminó presentando el 17 de julio de 2018, en conferencia de prensa con la dorsal «9» por el periodo de un año. Hizo su debut con la camiseta morada el 5 de agosto, por la tercera fecha del Torneo de Apertura en la visita al Estadio "Cuty" Monge contra la Universidad de Costa Rica (victoria 0-4), donde ingresó de cambio al minuto 71' por Christian Bolaños. El 26 de agosto marca su primera anotación sobre Guadalupe al minuto 58', tras venir desde la suplencia en un partido ríspido para su conjunto que al final sacó el triunfo por 2-0. El 5 de septiembre dio una de sus presentaciones más brillantes al marcar un triplete ante Limón. Una semana después, concreta el gol agónico en el epílogo del tiempo que le dio a su club la victoria 1-0 sobre Grecia. Concluyó el certamen con diecinueve apariciones y aportó cinco goles. El 28 de diciembre, pese a las dudas sobre su rendimiento que no fueron los esperados en el torneo, se confirmó que el delantero continuaría en el equipo. Sin embargo, el 7 de enero de 2019 finiquitó su contrato en mutuo acuerdo con la directiva.

### Madureira E. C.
El 15 de febrero de 2019, firma para el Madureira de la Serie D.

## Clubes
| Club                           | País                   | Año         |
| ------------------------------ | ---------------------- | ----------- |
| São Cristóvão                  | Brasil                 | 2002        |
| Mirassol F. C.                 | Brasil                 | 2003 - 2005 |
| S. C. Internacional (préstamo) | Brasil                 | 2004 - 2005 |
| A. A. Caldense                 | Brasil                 | 2006        |
| Villa Rio E. C.                | Brasil                 | 2007        |
| Varzim S. C. (préstamo)        | Portugal               | 2008        |
| Chalkanoras Idaliou            | Chipre                 | 2008 - 2009 |
| A. A. Portuguesa               | Brasil                 | 2009        |
| Volta Redonda F. C.            | Brasil                 | 2010        |
| Figueirense F. C. (préstamo)   | Brasil                 | 2010        |
| Volta Redonda F. C.            | Brasil                 | 2011        |
| Busan IPark F. C.              | Corea del Sur          | 2011        |
| Anagennisi Epanomi             | Grecia                 | 2011        |
| Resende F. C.                  | Brasil                 | 2012        |
| P. F. C. Lokomotiv Plovdiv     | Bulgaria               | 2012        |
| P. F. C. CSKA Sofía            | Bulgaria               | 2012        |
| Boa E. C.                      | Brasil                 | 2013        |
| Betim E. C.                    | Brasil                 | 2013        |
| Nova Iguaçu F. C.              | Brasil                 | 2013        |
| C. A. Bragantino               | Brasil                 | 2014        |
| Wuhan Zall F. C.               | China                  | 2014        |
| Botafogo F. R.                 | Brasil                 | 2015        |
| Hatta Club                     | Emiratos Árabes Unidos | 2015 - 2016 |
| Ajman Club                     | Emiratos Árabes Unidos | 2016 - 2017 |
| Bangu A. C.                    | Brasil                 | 2018        |
| Deportivo Saprissa             | Costa Rica             | 2018        |
| Madureira E. C.                | Brasil                 | 2019        |
| Ferroviário A. C.              | Brasil                 | 2019        |

## Palmarés

### Campeonatos nacionales
| Título           | Club         | País                   | Año  |
| ---------------- | ------------ | ---------------------- | ---- |
| Liga Intercalar  | Varzim S. C. | Portugal               | 2008 |
| Segunda División | Hatta Club   | Emiratos Árabes Unidos | 2016 |
| Segunda División | Ajman Club   | Emiratos Árabes Unidos | 2017 |

### Campeonatos regionales
| Título         | Club           | Región         | Año  |
| -------------- | -------------- | -------------- | ---- |
| Taça Guanabara | Botafogo F. R. | Río de Janeiro | 2015 |